# Batalla d'Hímera (409 aC)
|  | Aquest article tracta sobre la batalla greco-púnica del 409 aC. Vegeu-ne altres significats a «Batalla d'Hímera». |

La segona batalla d'Hímera va tenir lloc l'any 409 aC i va enfrontar les tropes cartagineses liderades per Anníbal Magó i els grecs d'origen jònic de la ciutat d'Hímera, recolzats per aliats de Siracusa. Anníbal, per ordre del senat de Cartago, havia desembarcat a Sicília en resposta a les peticions d'ajuda de Segesta, ciutat fenícia històricament enfrontada amb una altra ciutat grega, Selinunt. Els cartaginesos van aconseguir la victòria en la batalla de Selinus, però no contents en destruir aquesta ciutat completament, van avançar cap Hímera, escenari d'una humiliant derrota que els cartaginesos havien patit l'any 480 aC a mans dels grecs. Hímera fou destruïda.

## Rerefons
Després de la derrota que van patir a la batalla d'Himera (480 aC), Cartago no va intervenir en els afers de Sicília durant un període de 70 anys. Durant aquest temps, l'illa va viure uns anys de prosperitat econòmica i cultural, però aviat es van reprendre els conflictes entre les ciutats gregues, que seguien una agressiva política d'expansió, i les ciutats d'origen fenici, aliades amb les tribus nadius dels elimis, sículs i sicans.
L'any 410 aC, però, Cartago va decidir acudir finalment en socors de la ciutat fenícia de Segesta, enfrontada amb Selinunt. Anníbal Magó, un dels sufetes de Cartago, tenia un interés especial en l'illa doncs l'exèrcit derrotat a Hímera en el passat havia estat liderat pel seu avi, Hamílcar Magó, mort durant la batalla. Els cartaginesos arribaren en ajuda de Segesta en dues tongades. La primera per expulsar les tropes de Selinunt de territoris fenicis el 410 aC, i la segona per assetjar i finalment destruir Selinunt el 409 aC. La missió cartaginesa hauria d'haver acabat aquí, però Anníbal va decidir llavors atacar Hímera per revenjar la derrota patida pel seu avi el 480 aC.

### Tropes
S'estima que Cartago havia mobilitzat uns 40.000 soldats per aquesta campanya, principalment amb mercenaris ibers, italians i africans. Després de la batalla de Selinunt, on va perdre uns 20.000 homes, va rebre el reforç d'uns altres 20.000 elimis i sicans.
Hímera, per la seva banda, comptava entre 3.000 i 6.000 soldats, més una força de 3.000 homes de Siracusa (originalment reclutats per ajudar Selinunt), 1.000 d'Agrigent i 1.000 mercenaris.

## Batalla
Annibal va aixecar dos campaments a prop de la ciutat. El principal a l'oest i un altre amb un terç de les tropes al sud d'Hímera. Tan bon punt els campaments estigueren llestos, es va ordenar atacar els murs de la ciutat amb torres d'assalt i ariets, seguint la mateixa tàctica emprada contra Selinunt. Malgrat tot, les muralles d'Hímera van resistir l'atac i els cartaginesos no van poder obrir-hi cap bretxa.
El següent intent cartaginès va ser enviar els sapadors, que excavaren túnels sota les muralles i calaren foc als ciments, aconseguint enderrocar una part. Soldats d'infanteria van llançar-se per les bretxes, però foren rebutjats pels defensors, que repararen les muralles amb runes i barricades.
En aquell moment arribaren els reforços de Siracusa i Agrigent, sota les ordres de Diocles de Siracusa. Animats per aquest fet, els grecs llançaren un atac sorpresa sobre el campament al sud de la ciutat, matant uns 6.000 cartaginesos i fent fugir la resta. En lloc de tornar rere la seguretat dels murs, els grecs perseguiren l'enemic i Anníbal els va caure a sobre amb la resta de les seves tropes, causant una gran mortaldat i caçant-los en la seva fugida.
Després d'aquesta victòria, Anníbal va fer córrer el rumor que el seu següent pas era atacar Siracusa, doncs sabia que 25 trirrems d'aquesta ciutat estaven a punt d'arribar a Hímera, deixant desprotegida la seva pròpia ciutat. Quan la notícia va arribar a oïdes dels homes de Siracusa, aquests van decidir tornar a casa i els habitants d'Hímera optaren per abandonar la ciutat de nit. Diocles va liderar els seus homes fora de la ciutat mentre els vaixells intentaven evacuar tantes dones i nens com fou possible. Amb l'arribada del matí, els cartaginesos tornaren a atacar i els defensors que quedaven només van poder resistir un dia. Els mercenaris ibers van assegurar una bretxa en les muralles per on va entrar la resta de la infanteria. La victòria cartaginesa fou completa.

## Actes de revenja
Anníbal va ordenar el sacrifici de 3.000 presoners grecs en el mateix lloc on el seu avi va morir durant la fallida expedició del 480 aC. La ciutat fou totalment destruïda, incloent-hi els temples. Dones, nens i la resta dels presoners foren venuts com esclaus i el botí de guerra es va repartir entre les tropes.

## Fets posteriors
Malgrat que les ciutats de Siracusa i Agrigent havien estat les veritables responsables de la humiliació cartaginesa del 480 aC, Anníbal va decidir no atacar-les i retornar a casa, on fou rebut com un heroi. Va deixar un contingent de tropes per defensar el territori conquerit i va llicenciar els mercenaris italians, que estaven descontents amb la paga rebuda. Irònicament, aquests passaren al bàndol grec.
La ciutat d'Hímera no va ser reconstruïda, però un parell d'anys més tard, el general Hermòcrates de Siracusa va tornar-hi per enterrar els ossos dels caiguts. Després es va establir a les runes de Selinunt per atacar territoris fenicis de Mòtia i Palerm, fets que van causar una forta resposta per part de Cartago, que conqueriria gairebé tota l'illa el 405 aC.